# Contea di Collier
La contea di Collier (in inglese Collier County) è una contea della Florida, negli Stati Uniti. Il capoluogo amministrativo è Naples.

## Geografia fisica
La contea si trova nel sud-ovest dello Stato e si affaccia a ovest sul Golfo del Messico. L'area totoale della contea misura 5.970 km² di cui il 12,1% è coperto da acqua.
Il territorio comprende numerose isole. La contea ospita diverse aree protette, tra cui parte del Parco nazionale delle Everglades e della Riserva nazionale di Big Cypress

### Contee confinanti
- Contea di Hendry - nord-est
- Contea di Broward - est
- Contea di Miami-Dade - sud-est
- Contea di Monroe - sud
- Contea di Lee - nord-ovest

## Storia
La contea fu creata da parte della contea di Lee nel 1923. Il suo nome deriva da Barron Collier, un magnate pubblicitario ed imprenditore immobiliare di New York.

## Centri abitati

### City
- Everglades - city
- Marco Island - city
- Naples (capoluogo) - city

### Census-designated places
- Ave Maria
- Berkshire Lakes
- Golden Gate
- Goodland
- Heritage Bay
- Immokalee
- Island Walk
- Lely Resort
- Lely
- Marco Shores-Hammock Bay
- Naples Manor
- Naples Park
- Orangetree
- Pelican Bay
- Pelican Marsh
- Pine Ridge
- Plantation Island
- Verona Walk
- Vineyards
- Winding Cypress

## Politica
| Anno | Repubblicani | Democratici | Altri |
| ---- | ------------ | ----------- | ----- |
| 2004 | 65%          | 34,1%       | 0,9%  |
| 2000 | 65,6%        | 32,5%       | 1,9%  |
| 1996 | 58,7%        | 32%         | 9,3%  |
| 1992 | 53,4%        | 26,1%       | 20,5% |
| 1988 | 74,9%        | 24,6%       | 0,5%  |